# Corujas
Para a ave, veja coruja. Para outros significados, veja Coruja (desambiguação).
Corujas é uma povoação portuguesa sede da Freguesia de Corujas do município de Macedo de Cavaleiros, freguesia com 9,68 km² de área e 143 habitantes (censo de 2021), tendo, por isso, uma densidade populacional de 14,8 hab./km².
Talvez por nesta terra ter havido muitas destas aves – corujas – a origem do seu nome. Também se diz que o nome da localidade vem de um penedo (fraga) que nela existe, com a configuração duma coruja.[carece de fontes?]
Os naturais de Corujas têm muito orgulho e vaidade no nome da sua terra, visto a coruja ser tida como símbolo de ciência, inteligência e perspicácia.

## Demografia
A população registada nos censos foi:
| Distribuição da População por Grupos Etários | Distribuição da População por Grupos Etários | Distribuição da População por Grupos Etários | Distribuição da População por Grupos Etários | Distribuição da População por Grupos Etários |
| -------------------------------------------- | -------------------------------------------- | -------------------------------------------- | -------------------------------------------- | -------------------------------------------- |
| Ano                                          | 0-14 Anos                                    | 15-24 Anos                                   | 25-64 Anos                                   | > 65 Anos                                    |
| 2001                                         | 29                                           | 31                                           | 96                                           | 57                                           |
| 2011                                         | 22                                           | 10                                           | 75                                           | 61                                           |
| 2021                                         | 8                                            | 14                                           | 61                                           | 60                                           |

## História
O povoamento inicial de Corujas costuma ser apontado como muito remoto. A prova dessa antiguidade é o monte de Caúnha, no cimo do qual existiram fortificações mouriscas.
O monte Caúnha que fica perto da freguesia de Ferreira. Nele havia em 1855 muitos vestígios, pois foi em principio uma fortaleza mourisca. Este monte trouxe grandes rivalidades entre Corujas e Ferreira, ficando sempre Corujas vencedora. Nos subterrâneos da fortaleza foram encontradas muitas moedas romanas e mouriscas.
Para além do monte Caúnha existe em Corujas diversos lugares com nomes ligados a factos históricos - as fragas do Viso, Alto da Bandeira e Alto da Peça e o lugar do Viturão.
Fraga do Viso - ponto de vigia donde avistavam grande extensão de território, no caso de ataque.
Alto da Bandeira - fraga alta onde içavam a bandeira no tempo das invasões francesas.
Fraga da Peça - fraga onde colocavam lima peça de artilharia, também no tempo das invasões francesas.
O Viturão - local, onde dizem ter havido uma estalagem onde se alojavam as tropas de Napoleão.
Corujas foi também uma "Estação de Muda" sendo que por esta freguesia passava a estrada nacional, na qual transitava a Mala-Posta (carro dos correios). Corujas era uma "Estação de Muda", mudança dos cavalos da Mala-Posta. A comprová-lo existe uma pia de cantaria antiga e grande onde bebiam os cavalos.
Corujas terra fértil como se comprova pelos lameiros ao fundo da povoação que são célebres pela verdura da erva que mantém durante todo o ano e os castanheiras que o rodeiam.
Criou-se muito bicho-da-seda, desde há mais de 160 anos (isto em 1830) que esta terra era muito conhecida por tal indústria. Tinha muito gado, principalmente cabras e ovelhas. Até 1834 tinha juiz de vintena; dois homens de acórdão; dois jurados e dois quadrilheiros, todos nomeados pela povoação.
Tinha esta terra, o grande privilégio de não pagar finta (multa) que lhe fosse lançada pela Câmara de Bragança ou Macedo, isto por ter sido pertença da real casa de Bragança que a fundou.
Acórdão - que dava sentença nos tribunais civis.
Jurados - membros de tribunal ou júri.
Juiz de vintena - a quem se pagava o tributo (imposto).
O cura de Corujas era apresentado pelo reitor de Lamas de Orelhão e tinha de rendimento anual doze mil réis, quantia pouco significativa que era rectificada, no entanto, por alguns géneros.
Segundo dados dos Censos da primeira metade do século XIX, a freguesia de Corujas pertencia, em 1801, ao concelho de Bragança e, em 1849, ao concelho de Cortiços, não se sabendo ao certo qual a data ou as circunstâncias para a sua anexação ao concelho de Macedo de Cavaleiros, ao qual pertence até aos nossos dias.
O topónimo Corujas provém do substantivo corujeira, que significa, segundo o Abade de Baçal, "pardieiro, povoação vil, sítio penhasco, local próprio para criar corujas.